# لايتكوين

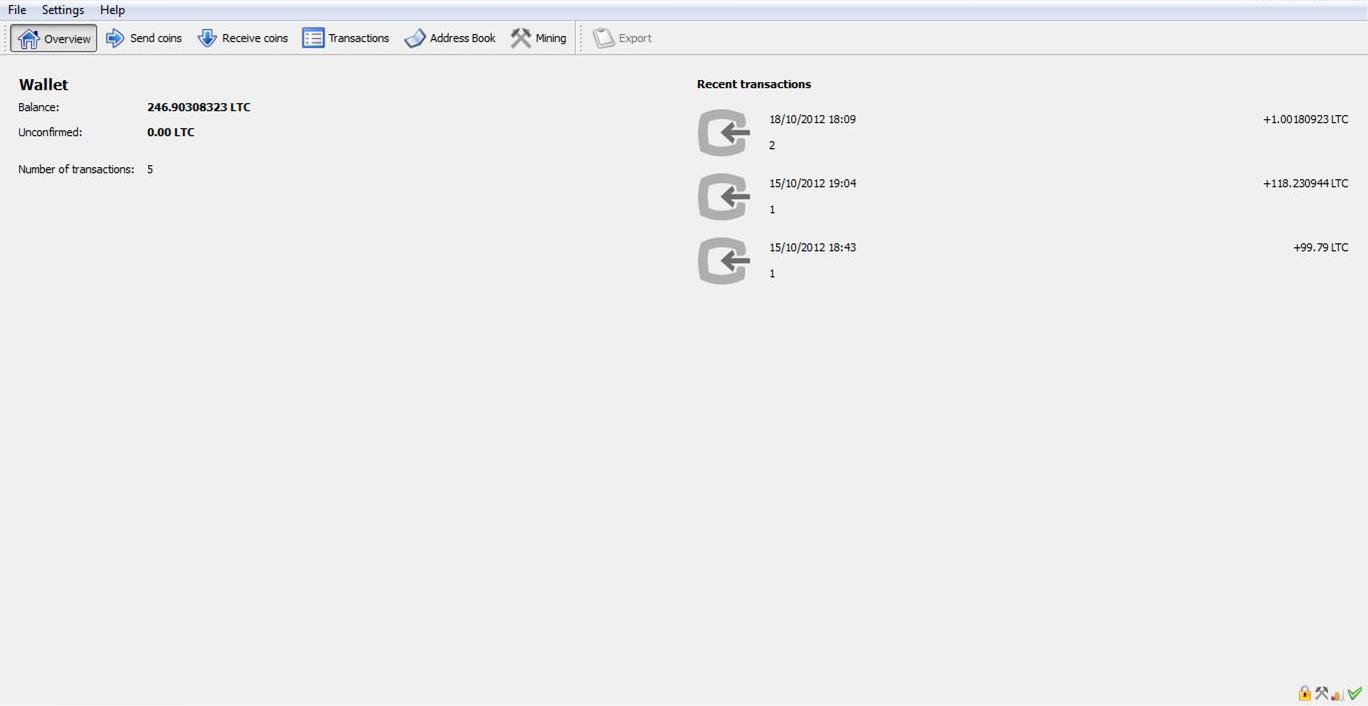

لايتكوين (بالإنجليزية: Litecoin؛ واختصاراً: LTC أو Ł): من أشهر العملات الرقمية المشفرة في وقتنا الحالي، وهي تقوم على أساس peer-to-peer (ند لند) كمشروع للبرمجيات مفتوحة المصدر تحت ترخيص MIT/X11. يتم تخليق وانتقال العملة على أساس بروتوكول التشفير مفتوح المصدر، ولا تتحكم فيه أي سلطة مركزية. استوحيت هذه العملة عند نشأتها في عام 2011 من عملة Bitcoin الشهيرة وتكاد تتطابق معها في العديد من التفاصيل التقنية.

## تاريخها
صدرت Litecoin على "غيت هاب" يوم 7 أكتوبر/تشرين الأول 2011، وذلك على يد مطورها تشارلي لي (Charlie Lee)، الموظف السابق لدى شركة جوجل. دخلت شبكة Litecoin حيز العمل الحي في 13 أكتوبر/تشرين الأول 2011  بالانشقاق عن عميل بيتكوين الأساسي، ولكنها تتميز عن بيتكوين في المقام الأول بانخفاض زمن توليد الكتلة الواحدة إلى 2.5 دقيقة فقط، علاوة على زيادة الحد الأقصى لإجمالي عدد العملات المتاحة بمقدار أربع مرات باستخدام خوارزمية التجزئة (scrypt بدبلاً عن SHA-256) وواجهة المستخدم الرسومية المعدلة بعض الشيء.

## أهم الحقائق عن لايتكوين
تنشأ الوحدات الجديدة لعملة Litecoin عن طريق عملية حسابية معقدة تعرف بالتعدين، ويبلغ العدد الأقصى لوحدات Litecoin التي يمكن تعدينها على الإطلاق 84,000,000 وحدة في المجمل (مقارنة بعدد 21,000,000 لعملة بيتكوين). ومن هنا تأتي المقولة الشهيرة في عالم العملات المشفرة: «إذا اعتبرنا عملة بيتكوين كالذهب، فعملة لايتكوين هي الفضة».
كسرت القيمة السوقية الإجمالية لعملة Litecoin عالمياً حاجز مليار دولار في نوفمبر/تشرين الثاني 2013 ، وبنهاية نوفمبر/تشرين الثاني 2017 كانت قد بلغت 4,600,081,733 دولار أمريكي (بواقع 85,18 دولار أمريكي عن كل وحدة Litecoin). أما بحلول منتصف ديسمبر/كانون الأول 2017، فقد قفزت القيمة السوقية لهذه العملة إلى مستواها الأعلى بقيمة إجمالية 20 مليار دولار أمريكي (أو 371 دولار أمريكي عن كل وحدة)، قبل أن تتراجع قيمتها بعد ذلك أمام الدولار كباقي العملات المشفرة.
من أهم ملامح السبق التقني لعملة Litecoin في عام 2017 ضمن أقوى 5 عملات رقمية هو اعتماد تقتية Segregated Witness. وفي مايو/أيار من نفس العام 2017، تم إتمام أول معاملة ناجحة بتقنية Lighting Network من خلال Litecoin، وذلك بنقل 0.00000001 LTC من زيورخ في سويسرا إلى سان فرانسيسكو بالولايات المتحدة الأمريكية في أقل من ثانية واحدة.

## الروابط الخارجية
- الموقع الرسمي لــLitecoin Foundation (مؤسسة لايتكوين)